# John Propitius
John Propitius (Baarn, 1953) is een Nederlandse organist en orgelcomponist.
Hij kreeg orgelles van Gijsbert Brinks en later van Jaap Zwart sr.. Propitius studeerde aan het Utrechts Conservatorium bij Nico van Hooven en Jan Welmers. Op 16-jarige leeftijd was hij al organist van de Nederlandse Hervormde Calvijnkerk te Baarn. Vanaf 1977 werd hij organist van de Oude Kerk van Barneveld. In 1997 werd hij organist van de Gereformeerde kerk (vrijgemaakt) te Driebergen.
Propitius is met name bekend om zijn improvisaties van psalmen en geestelijke liederen. Hij probeert steeds de liedtekst in de muziek tot uitdrukking te brengen.
Propitius maakte verschillende lp- en cd-opnames. Hij was ook dirigent van verschillende koren, zoals het 'Chr. Gemengd Ichthuskoor' uit Soest en het 'Chr. Gemengd en kinderkoor Deo Juvante' uit Kesteren (tot juni 2007). In 2009 stopte Propitius om gezondheidsredenen met het geven van orgelconcerten.

## Opnames
- John Propitius speelt eigen koraalbewerkingen - Martinikerk Bolsward (JQZ Muziekprodukties, 1985)
- Eén Naam is onze hope (JQZ Muziekprodukties, 2000)
- John Propitius Improviseert (2004)
- Psalmen rond Israël (Animato, 2008)

## Bladmuziek
- Improvisaties, deel 1: Introïtus en Toccata op Psalm 56:5 (Con Passione)
- Improvisaties, deel 2: Aria op Psalm 121; Koorprelude 'Als de Heiland zal verschijnen'; Meditatie 'Tien geboden des Heeren' (Con Passione)
- Improvisaties, deel 3: Meditatie over Psalm 141; Fantasie over Psalm 124 (Con Passione)
- Improvisaties, deel 4: fantasie over “Alle roem is uitgesloten”(Con Passione)